# OR8U1
OR8U1 (англ. Olfactory receptor family 8 subfamily U member 1) – білок, який кодується однойменним геном, розташованим у людей на 11-й хромосомі. Довжина поліпептидного ланцюга білка становить 309 амінокислот, а молекулярна маса — 35 088.
| 10         |  | 20         |  | 30         |  | 40         |  | 50         |
| ---------- |  | ---------- |  | ---------- |  | ---------- |  | ---------- |
| MAHINCTQAT |  | EFILVGLTDH |  | QELKMPLFVL |  | FLSIYLFTVV |  | GNLGLILLIR |
| ADTSLNTPMY |  | FFLSNLAFVD |  | FCYSSVITPK |  | MLGNFLYKQN |  | VISFDACATQ |
| LGCFLTFMIS |  | ESLLLASMAY |  | DRYVAICNPL |  | LYMVVMTPGI |  | CIQLVAVPYS |
| YSFLMALFHT |  | ILTFRLSYCH |  | SNIVNHFYCD |  | DMPLLRLTCS |  | DTRFKQLWIF |
| ACAGIMFISS |  | LLIVFVSYMF |  | IISAILRMHS |  | AEGRQKAFST |  | CGSHMLAVTI |
| FYGTLIFMYL |  | QPSSSHALDT |  | DKMASVFYTV |  | IIPMLNPLIY |  | SLQNKEVKEA |
| LKKIIINKN  |  |            |  |            |  |            |  |            |

A: Аланін

C: Цистеїн

D: Аспарагінова кислота

E: Глутамінова кислота

F: Фенілаланін

G: Гліцин

H: Гістидин

I: Ізолейцин

K: Лізин

L: Лейцин

M: Метіонін

N: Аспарагін

P: Пролін

Q: Глутамін

R: Аргінін

S: Серин

T: Треонін

V: Валін

W: Триптофан

Кодований геном білок за функціями належить до рецепторів, g-білокспряжених рецепторів, білків внутрішньоклітинного сигналінгу. 
Локалізований у клітинній мембрані, мембрані.